# Abubilla (escultura de Alicante)
Abubilla es el nombre de una escultura urbana, obra del artista valenciano Ramón de Soto, que se encuentra en Alicante (España). Está situada en el barrio de Vistahermosa, en la rotonda que enlaza la avenida de Denia con la Vía Parque, denominada Glorieta Hermana Juana María.
Fue instalada en septiembre de 2008, por encargo de la Consejería de Infraestructuras y Transporte de la Generalidad Valenciana, mediante un procedimiento negociado sin publicidad, con un presupuesto de 524 616 euros. Se trata de una escultura de 12 metros de altura, de acero corten, que representa a una abubilla.